# Sojuz TMA-12
Sojuz TMA-12 – misja Sojuza TMA, który wyniósł na Międzynarodową Stację Kosmiczną (ISS) 17. stałą załogę stacji. W skład załogi statku kosmicznego wchodzili wyłącznie nowicjusze. Ostatni raz taka sytuacja miała miejsce w 1994 podczas startu Sojuza TM-19. Wówczas na jego pokładzie byli Jurij Malenczenko oraz Tałgat Musabajew. Trzyosobowe załogi składające się z kosmonautów startujących pierwszy raz ostatnio odnotowano w 1969. Były to ekipy Sojuza 5 oraz Sojuza 7.

## Przebieg lotu
- 8 kwietnia 2008 – start o godzinie 11:16:39 UTC z wyrzutni LC1 na kosmodromie Bajkonur.
- 10 kwietnia – o 12:56:47 UTC nastąpiło automatyczne połączenie z Międzynarodową Stacją Kosmiczną (ISS). Cumowanie nastąpiło od strony modułu Pirs.
- 19 kwietnia – od stacji odłączył się Sojuz TMA-11.
- 2 czerwca – połączenie wahadłowca Discovery (misja STS-124) z ISS.
- 11 czerwca – odłączenie STS-124 od ISS.
- 10 lipca – EVA-1 (Wołkow, Kononienko), godzina 18:48 UTC, wyjście w przestrzeń, powrót 11 lipca o 01:06 UTC.
- 15 lipca – EVA-2 (Wołkow, Kononienko), godzina 17:08 UTC, wyjście w przestrzeń, powrót o 23:02 UTC.
- 5 września – odłączenie ATV-1.
- 14 września – o 08:26:14 UTC nastąpiło połączenie statku Sojuz TMA-13 z ISS.
- 24 października 2008
  - 00:16:18 UTC – odłączenie od ISS.
  - 03:36:50 UTC – lądowanie w Kazachstanie, 94 km NNE od Arkałyku.